# 新港镇 (东源县)
新港镇，是中华人民共和国广东省河源市东源县下辖的一个乡镇级行政单位。

## 行政区划
新港镇下辖以下地区：
碉楼社区、安源社区、双田村、龙镇村、斗背村、庄下村、青溪村、杨梅村、晓洞村、李田村和半坑村。